# 伊帕卡拉伊湖

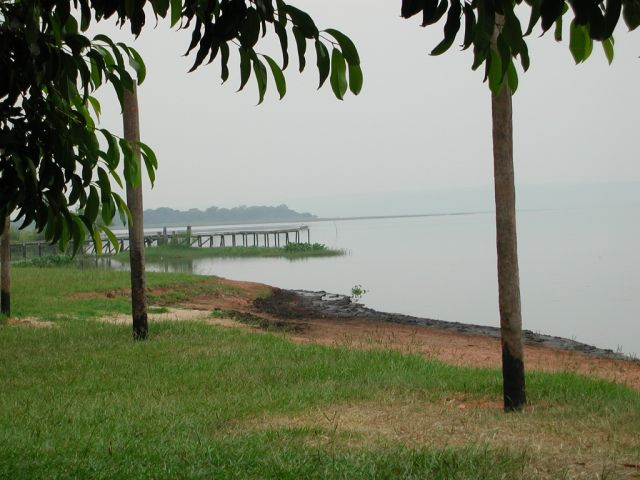

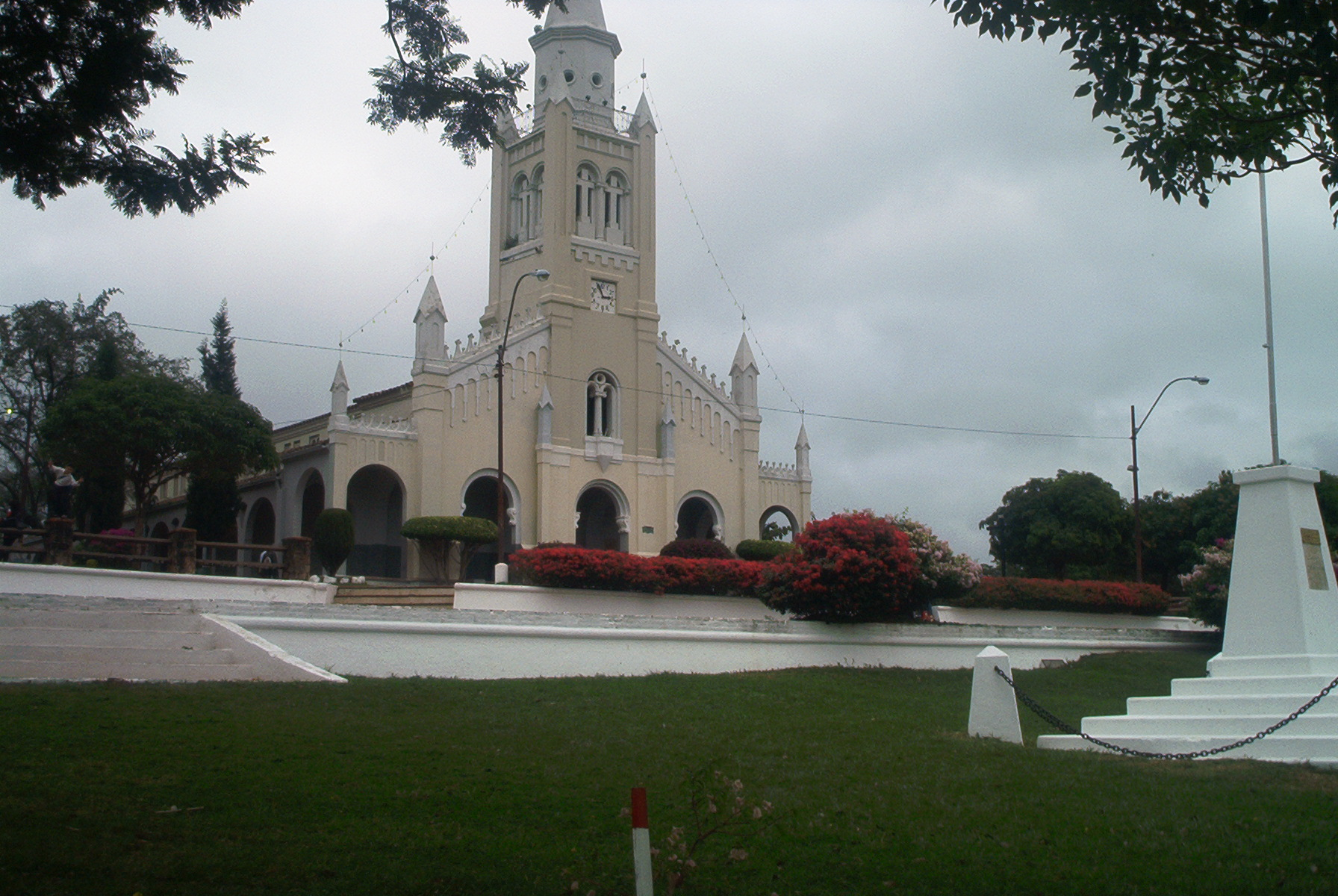

25°18′0″S 57°21′0″W / 25.30000°S 57.35000°W
伊帕卡拉伊湖，是巴拉圭的湖泊，位於該國西部，由中央省負責管轄，處於亞松森以東約25公里，長24公里、寬6公里，面積56平方公里，海拔高度64米，平均水深3米。